# 渡辺登 (実業家)
渡辺 登（わたなべ のぼる、1948年6月1日 - 2024年12月20日）は、日本の技術者、実業家。株式会社太陽工機創業者で、世界に先駆けて内面研削盤を開発。同社代表取締役社長や、代表取締役会長を務めた。

## 人物・来歴
新潟県生まれ。1971年東京工業大学工学部卒業、ツガミ入社。1984年ユニオンツール入社。1986年太陽工機設立、同社代表取締役社長就任。1988年長岡市南陽町に本社工場を開設し、工作機械事業を本格化させ、1990年には世界初となる立型研削盤の開発に成功。自動車業界などからの受注を増加させ業容を拡大させた。1994年に池貝の連結子会社となり、1995年池貝取締役に就任。1999年長岡技研代表取締役社長。2001年池貝が倒産したため森精機製作所の連結子会社となる。2007年ジャスダック証券取引所上場。2019年太陽工機代表取締役会長。
2024年12月20日に死去。76歳没。